# 三菱ダイヤモンド・アワー
『三菱ダイヤモンド・アワー』（みつびしダイヤモンド・アワー、Mitsubishi Diamond Hour）とは、1958年8月29日から1972年7月14日まで日本テレビ（以下日テレ）で放送された、三菱電機一社提供のテレビ放送枠である。金曜は当初は21時（午後9時）までの放送だったが、1963年10月以降は20時56分（午後8時56分）までの放送となった。一時期は日曜にも放送されていた。

## 歴史・概要

### 隔週交代枠としての開始
同枠は、当初はウォルト・ディズニーが司会を務めるアメリカ制作のバラエティ番組『ディズニーランド』と『日本プロレス中継（当初は「テレビ生中継・プロレスリング国際大試合」）』を1週おきに入れ替える隔週交代形式で編成されていた。プロレス中継の初回放送は1958年9月5日、力道山&ジョニー・バレンド対ドン・レオ・ジョナサン&スカイ・ハイ・リーのタッグマッチで、蔵前国技館から生放送された。なおこれ以前にも1957年に土曜日で放送していた「プロレスファイトメンアワー」にも、三菱電機は協賛スポンサーに就任しているが、この経緯は「日本プロレス中継#創成期」を参照。
日テレは当初、『日本プロレス中継』を不定期の特番から毎週放送の定時番組にする計画を持っていたが、協賛社の三菱電機が『ディズニーランド』の放送を強く要望。そのため、双方の番組を隔週で放送するという体裁を採った。この状態は1968年2月16日まで続いた。ただし、日テレは1961年8月25日以後、『ディズニーランド』の放送がある週の金曜日に、22時台の45分枠で別枠の『日本プロレス中継』を開始した。時間枠こそ異なるものの、実質的に毎週金曜日のプロレス中継が定番化することになった。
1960年代にはカラー放送が始められたが、1962年に行われたフレッド・ブラッシーの試合で対戦相手が噛み付き口撃の犠牲で流血する事件があり、それを見ていた視聴者若干名（2名、4名など諸説あり）が死亡する痛ましい事件があったことから、一時期カラー放送を中断していたことがある。

### 2番組が毎週放送へ
その後、1968年2月16日放送分をもって『ディズニーランド』の金曜枠における放送を終了。金曜枠は2月23日より『日本プロレス中継』の放送に一本化され、プロレス中継枠となった。
また、地方都市では当時民放テレビが1局しかなく、事実上オープンネット状態であったことから、『三菱ダイヤモンド・アワー』として放送された中継を含めてプロレス中継をネットしていた放送局も少なくなかった（近鉄金曜劇場の項も参照）。
このころ、メインイベントに世界選手権級のタイトルマッチやワールド大リーグ戦の試合が絡んでいた場合、主力選手に花束が贈呈されることになっていて、「この放送をお送りいたしております、三菱電機（後年は鈴木自動車工業も）より花束が贈呈されます」とリングアナウンサー・あるいはテレビ実況席の解説者（清水一郎、倉持隆夫、徳光和夫、芳の里、田鶴浜弘ら）から紹介されていた。このスポンサーからの花束贈呈は、『全日本プロレス中継』初期のころにも引き継がれたほか、日本教育テレビ（現：テレビ朝日）が放送した「NETワールドプロレスリング」、および「NET日本プロレスリング中継」においても同様に協賛スポンサーの読み上げが行われた。
また、番組中には生コマーシャルとしてリング上などで掃除機の実演が行われたほか、解説者が「この放送は、皆様ご覧のテレビジョンを初めとする数多くの家庭電器品でおなじみの三菱電機の提供でお送りをいたしております」とコメントすることもあった。
一方の『ディズニーランド』は1968年4月7日から日曜19時台で放送され、枠移動後も『三菱ダイヤモンド・アワー』枠となり、本枠は金曜20時台と日曜19時台との並行放送となった。しかし『ディズニーランド』が1969年10月5日から日曜10時台に移動することに伴い、1969年9月21日を以って『三菱ダイヤモンド・アワー』日曜枠が終了し、1969年9月26日からは本枠は再度『日本プロレス中継』を放送する金曜枠のみとなった。その後、この枠は三菱電機を筆頭協賛社とした複数提供に移行していた。

### 枠終了とその後
しかし、1972年4月、ジャイアント馬場（日テレの中継において、独占的な契約を結んでいた）が出場した試合を、日本教育テレビ（NET）の『NETワールドプロレスリング』で放送したことに日テレ側が激怒。5月12日に放送された「ワールド大リーグ決勝戦」の生中継を最後に、当時間枠での日テレプロレス実況中継を打ち切った（正式発表は5月15日）。その後、7月14日までつなぎとして『日本プロレス選手権特集』と題した過去の名勝負を取り上げた番組を放送し、プロレス番組並びに本枠は終了した。
7月21日以後はドラマ枠となり、引き続き三菱電機を筆頭協賛社とした複数提供で『太陽にほえろ!』がスタート。三菱電機は長らくこの枠の筆頭協賛社であったが、1992年12月をもって同枠での提供を終了（1993年10月以降は、花王筆頭となり、現在は筆頭ゼロの複数各社となる）。その後は、『土曜グランド劇場』に筆頭協賛枠を移動した後、『特命リサーチ200X』から日曜20時台（現在は『世界の果てまでイッテQ!』を放送中）のメインスポンサーを務めている。
なお、この「金8」プロレス枠はその後NETテレビ→テレビ朝日が受け継ぎ、同年7月28日から「NET日本プロレスリング中継」として月曜20時枠の「NETワールドプロレスリング」と並列放送、同10月に枠を金8に統合し、最初は「NET日本プロレス中継」を半年間継続後、1973年4月より新日本プロレス中継である「ワールドプロレスリング」に改編し、以後はこの題名で中継を続け、金8枠での放送を1986年9月26日まで継続した。その後、2020年4月、約23年半振りに「ワールドプロレスリング リターンズ」として、BS朝日に移行して放送されている。

## 放送されていた番組

### 金曜
| 放送期間                      | 放送番組                                       |
| ----------------------------- | ---------------------------------------------- |
| 1958年8月29日 - 1968年2月16日 | ディズニーランド/日本プロレス中継 （隔週放送） |
| 1968年2月23日 - 1972年5月12日 | 日本プロレス中継                               |
| 1972年5月19日 - 1972年7月14日 | 日本プロレス選手権特集                         |

### 日曜
| 放送期間                     | 放送番組         |
| ---------------------------- | ---------------- |
| 1968年4月7日 - 1969年9月21日 | ディズニーランド |

## ネット局
- 日本テレビ（制作局）：金曜 20:00 - 20:56
- 北日本放送：金曜 20:00 - 20:56[2]
- 北陸放送：金曜 20:00 - 20:56[2]
- 福井放送：金曜 20:00 - 20:56[2]